# Lambert (II) Alardus
Lambert (II) Alardus (* 18. Mai 1671 in Brunsbüttel; † nach 1735 in Hamburg) war ein deutscher Pastor.

## Leben und Wirken
Lambert Alardus war ein Sohn von Lambert (I) Alardus. Die Vorfahren väterlicherseits stammten aus Brüssel. Sein dort mit französischem Nachnamen geborener Urgroßvater Franz Alard war nach Norddeutschland ausgewandert.
Alardus schrieb sich am 6. Februar 1691 an der Universität Kiel ein und wechselte zum 10. Mai 1693 an die Universität Jena. Er schloss das Studium mit einem Magister an der Universität Erfurt ab. 1704 hielt er vor der dänischen Königin eine Predigt in der Schloßkirche in Kopenhagen.
Von 1705 bis 1712 wirkte Alardus als Pastor in der Kirche zum Heiligen Kreuz in Windbergen, wo er in Konflikte mit der dortigen Gemeinde geriet und das Amt daher niederlegte. Am 18. Mai 1713 heiratete er in der Hamburger Sankt Katharinenkirche Marie Elisabeth Schlebusch. Am 23. Juli 1713 übernahm er eine neue Pastorenstelle in Süderau, wo es zu Unregelmäßigkeiten bei den Abrechnungen der Kirche kam. Alardus wurde aus diesem Grund 1727 suspendiert und drei Jahre später abgesetzt.
Alardus galt wie sein gleichnamiger Vater als Person mit kompliziertem Charakter. Er zeigte sich offen für Pietismus und Alchimie, was mit dem Pastorenamt nicht vereinbar war. Zu einer ersten gegen ihn gerichteten Untersuchung kam es während seiner Zeit in Windbergen. Anlass für das Verfahren war die Vermutung, dass er in Kopenhagen eine illegale pietistische Versammlung besucht habe.
Laut dem Lexikon der Hamburgischen Schriftsteller arbeitete Alardus später als Privatgelehrter in Hamburg, wo er gestorben sein soll.

## Werke
Ein kleines, nur handschriftlich erschienenes Buch mit dem Titel Palingenesia Hydrosophice, h.e.: Die natürliche Wiedergeburth durch das Natürliche Thauwasser widmete Alardus der dänischen Königin Louise, die er 1712 in Kolding besucht hatte. Alardus beschrieb darin, wie es möglich sei, größere Mengen Tauwassers zu gewinnen. Mittels Destillation in einem umfangreich dargestellten Apparat sollte man daraus ein Konzentrat erzeugen können, das in der Lage sei, Gold, Antimon und weitere Metalle zu lösen. Alardus war der Meinung, dass die Lösungen zur Herstellung von Arzneien geeignet sei.
1714 beauftragte der Propst A. C. Kirchhof Alardus, ein Register der in Holstein lebenden Familie Alardus zu erstellen. Dieses gilt als wichtige und richtige, wenn auch unvollständige Quelle zur Historie und den Verwandtschaftsverhältnissen der oftmals gleichnamigen Familienangehörigen.